# فيكتور ميدفيدشوك
فيكتور ميدفيدشوك، (بالأوكرانية: Медведчук Віктор Володимирович)‏ سياسي أوكراني من مواليد (7 أغسطس 1954 في كراسنويارسك كراي)،جمهورية روسيا الاتحادية الاشتراكية السوفيتية، سياسي أوكراني، عضو البرلمان الأوكراني منذ
29 أغسطس 2019